# Rauf Orbay
Hüseyin Rauf Orbay (1881-1964) fou un polític i diplomàtic turc, oficial de marina otomana.
Va servir a Líbia el 1911 i va ser un heroi a la Guerra dels Balcans (1912-1913). Va exercir alts càrrecs durant la I Guerra Mundial al final de la qual fou ministre de Marina otomà, però va dimitir per passar al servei de Mustafa Kemal Ataturk (maig de 1919). El 1920 fou arrestat pels britànics i deportat a Malta (març de 1920) però va tornar a Turquia el març de 1921. El 12 de juliol de 1922 va ser nomenat primer ministre al govern turc a Ankara (govern únic el 17 de novembre de 1922) però per divergències amb İsmet İnönü va deixar el càrrec el 14 d'agost de 1923 i va passar a l'oposició. El novembre de 1924 va fundar el Partit Republicà Progressista. (Terakkiperver Cumhuriet Firkasi) que fou prohibit el juny de 1925. Va marxar a l'estranger i l'agost de 1926, després d'un atemptat contra Ataturk, fou jutjat en absència però la seva participació en el complot no es va poder provar; no obstant fou condemnat a 10 anys, però amnistiat el 1933. Va tornar a Turquia el 1936 i fou rehabilitat el 1939. De 1942 a 1944 fou ambaixador a Londres.